# 4690 Strasbourg
4690 Strasbourg este un asteroid din centura principală, descoperit pe 9 ianuarie 1983 de Brian Skiff.